# Шевченко, Виктор Нестерович
Виктор Нестерович Шевченко (21 сентября 1921, Баку — Киев) — советский футболист, защитник. Позже — тренер. Заслуженный тренер Азербайджанской ССР.

## Биография
Участник Великой Отечественной войны с 1944 года, был командиром огневого взвода 103-го гвардейского зенитного артиллерийского полка 5-й гвардейской зенитной артиллерийской дивизии. Награждён орденами Отечественной войны II степени (1985) и Красной Звезды (1945). Член ВКП(б).
В 1946 году стал игроком бакинского «Нефтяника», выступавшего в первой лиге. Команда провела два сезона в высшей лиге, после чего вновь выступала в первой лиге. Свой последний сезон в качестве футболиста провёл в 1953 году. Сыграл более ста матчей в составе бакинцев.
В 1969 году являлся главным тренером команды «Полад» из Сумгаита, которая являлась аутсайдером первой лиги. Работал детским тренером в бакинском «Нефтчи». Был тренером бакинского «Буревестника», где работал с Арменом Симонянцем. Тренировал таких игроков как Эдуард Маркаров и Аркадий Андриасян. В 1971 году возглавлял сборную Азербайджанской ССР, которая выиграла Кубок «Надежды» (юношеский чемпионат СССР).
Работал в киевском «Динамо», где занимался группой футболистов 1966 года, однако позже группу возглавил и довёл до выпуска Вячеслав Семёнов. Шевченко являлся наставником таких футболистов как Владимир Цыткин и Александр Приходько.
Супруга — волейболистка, мастер спорта. Виктор Шевченко — отец футболиста и тренера Виталия Шевченко, а также футбольного арбитра Вадима Шевченко.